# Amicus curiae
L'amicus curiae (o  amicus curiæ) è una figura giuridica tipica dell'ordinamento statunitense, ma non solo.
La locuzione, frutto del cd. "latino giuridico", si traduce alla lettera come "amico della corte". Con questa espressione si fa generalmente riferimento all'intervento in giudizio di un soggetto terzo (o anche di una pluralità di soggetti), non parte in causa, qualificato a fornire un parere (o più genericamente informazioni) per assistere una corte. Il parere è solitamente presentato in forma scritta (di memoria o di saggio su un argomento che riguarda il caso) e la decisione sull'ammissibilità dello stesso spetta alla corte. In ogni caso, taluni specifici aspetti possono variare in base alla legislazione di riferimento.

## Storia
La locuzione latina si spiega con il fenomeno del cd. "latino giuridico", per cui le élite culturali e scientifiche del mondo anglosassone del passato (ivi compresa quella dei giuristi) si esprimevano in lingua latina e, pertanto, molte espressioni in latino si diffusero anche nel diritto inglese e, attraverso questo, anche in quello statunitense poi. I possibili legami (diretti o indiretti) di tale istituto con l'esperienza giuridica romana sono infatti tuttora oggetto di discussione.
Speculare all'odierno declino di tale istituto nel diritto britannico (di cui è originario) ne è la sempre maggiore diffusione in quello degli Stati Uniti, in particolare in riferimento a casi in cui sono coinvolti ampi interessi pubblici, soprattutto a questioni attinenti ai diritti civili. Fenomeno di recente estesosi anche a livello di istituzioni internazionali (come la Corte europea dei diritti dell'uomo) e persino di paesi di civil law (come l'Argentina e l'Italia stessa).

## Nel Regno Unito e negli Stati Uniti d'America
L'illustre giudice inglese Cyril Salmon così ne riassunse i tratti essenziali che ne distinguono il ruolo da quello dell'intervenuto (il quale ha un interesse diretto nell'esito che avrà la controversia) nel diritto britannico:
La prassi è diffusissima negli Stati Uniti dove spesso sulla stampa si riporta il deposito di amici nelle corti di appello di gruppi che non sono coinvolti nel giudizio. Le corti di appello, infatti, nel sistema giuridico statunitense, devono limitarsi, per l'analisi dei fatti, a quanto già discusso nella corte di primo grado durante il giudizio: perciò, gli avvocati si concentrano esclusivamente sui fatti e sugli argomenti maggiormente favorevoli ai propri clienti. Tuttavia, se un caso ha effetti non limitati alle parti (tenuto conto dell'obbligatorietà dei precedenti), gli amici curiae possono presentare alla corte le possibili ricadute della decisione, affinché questa non dipenda soltanto da quanto portato alla luce dagli avvocati dalle parti.
Nei casi più importanti chi presenta amici curiae sono di norma organizzazioni con vasta esperienza legale. Organizzazioni come l'Unione americana per le libertà civili o l'Electronic Frontier Foundation inviano spesso siffatti documenti alle corti per sostenere l'accoglimento o il rigetto di istanze o interpretazioni della legge. Possibili esempi di applicazione compaiono nei casi relativi all'industria: se una sentenza può avere effetti sull'intero settore, aziende non coinvolte nel caso possono volere che la corte ascolti i propri timori riguardo agli effetti di un'eventuale decisione. Altro classico esempio è quello delle cause intentate davanti alle corti federali per decidere della costituzionalità delle leggi statali: alcuni stati non coinvolti nella causa possono usare questo strumento se ritengono che anche le proprie leggi saranno influenzate dal giudizio della corte.
Il parere scritto presentato dall'amicus curiae è detto "amicus curiae brief".
L'altra forma di amicus curiae è la presentazione di un saggio accademico sul caso. Per es., se la legge rinvia alla storia della legislazione in un determinato settore, uno storico può intervenire e valutare la fondatezza dell'argomentazione legislativa.
Un'ulteriore forma è l'intervento del P.M., quale potere processuale, in sede di legittimità. Il P.M. dà il proprio autorevole parere sulla corretta soluzione del caso.

## In Italia
Nel gennaio 2020 la Corte costituzionale italiana, aggiornando le proprie cosiddette "Norme integrative", introduce la figura dell'"Amicus curiae", fino ad allora inedita nel panorama giuridico nazionale.
Sono "Amici curiae": "le formazioni sociali senza scopo di lucro e i soggetti istituzionali, portatori di interessi collettivi o diffusi attinenti alla questione
di costituzionalità". Questi "possono presentare alla Corte costituzionale un’opinione scritta" e "con decreto del Presidente, sentito il giudice relatore, sono ammesse le opinioni che offrono elementi utili alla conoscenza e alla valutazione del caso, anche in ragione della sua complessità".
Tecnicamente differiscono dagli "intervenienti in giudizio" ex art. 4 "Norme integrative per i giudizi davanti alla Corte costituzionale".

## Nel resto del mondo
La figura dell'amicus curiae è prevista, seppur con le dovute differenze, anche nell'Organizzazione mondiale del commercio e negli ordinamenti di altri paesi di common law, come il Canada. Di recente è stata introdotta anche nell'ambito di diverse istituzioni internazionali, come la Corte di giustizia dell'Unione europea, e negli ordinamenti di alcuni paesi di civil law, come l'Argentina e l'Italia stessa.

## Controversie
Data l'origine di natura eccezionale di tale istituto, messo a disposizione dei tribunali per evitare errori e superare carenze procedurali nell'ordinamento giuridico anglosassone del passato, ne è talvolta criticato l'utilizzo sistematico da parte di gruppi di interesse (specialmente negli Stati Uniti) per esprimere la propria opinione su una questione controversa a proprio beneficio. In particolare un tale sviluppo rischierebbe, ad avviso di osservatori internazionali, di minare l'integrità del procedimento e di finire persino per operare in danno delle parti nella risoluzione della controversia, sotto l'impulso di soggetti estranei alla società civile, la cui ambizione non è quella di mettersi al servizio della corte, ma quella di affermarsi come nuovo attore in causa per difendere interessi in realtà propri.
Il ruolo dell'amicus curiae nell'OMC è parimenti oggetto di numerose critiche.

## Esempi
La prima traccia scritta a noi nota risale probabilmente al regno di Edoardo IV d'Inghilterra. In un caso del 1468 si stabiliva infatti il principio che:"Chiunque può informare la corte del caso in modo che la corte non emetta una sentenza su un presupposto insufficiente".
Pareri resi da amici curiae che nella storia più recente sono stati oggetto dell'attenzione dei media, oltre che degli studiosi, hanno riguardato i casi Powell v. Alabama, Roe vs Wade, Webster v. Reproductive Health Services, Gratz v. Bollinger e Epic Games v. Apple.